# Igreja de São Roque

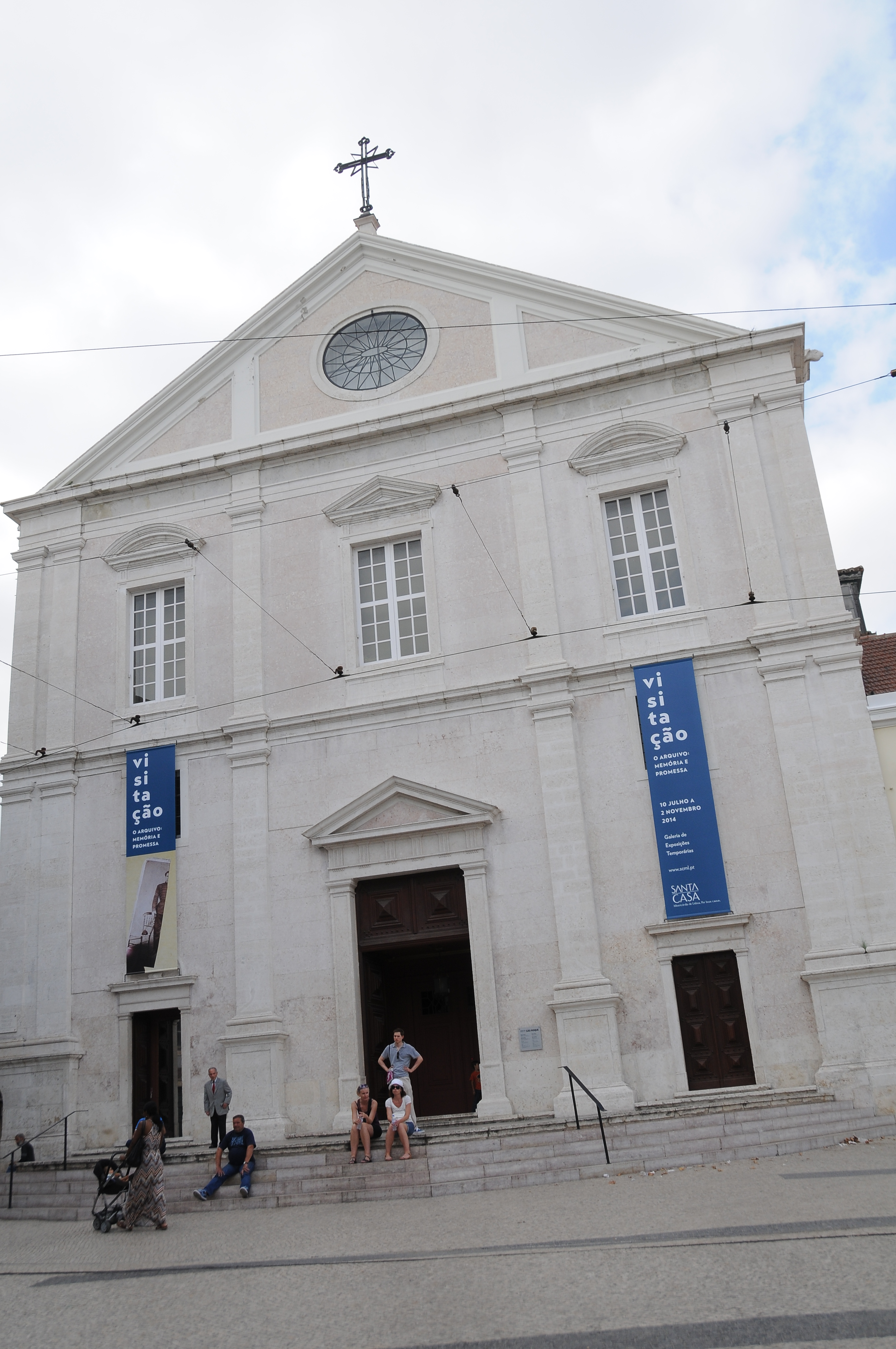
Igreja de São Roque

De Igreja de São Roque in een rooms-katholieke kerk in Lissabon, Portugal. Het was de eerste jezuïetenkerk in Portugal en tevens een van de eerste ter wereld. Het gebouw diende meer dan 200 jaar als thuisbasis van het genootschap in Portugal, totdat de jezuïeten werden verdreven. Na de aardbeving van 1755 werd de kerk geschonken aan het Heilige Huis van Genade van Lissabon als vervanging van hun vernietigde kerk en hoofdkwartier.
De Igreja de São Roque was een van de weinige gebouwen die vrijwel zonder schade de aardbeving overleefden. Toen de kerk werd gebouwd in de 16e eeuw, was het de eerste jezuïetenkerk die ontworpen werd met een auditorium om te prediken. Het gebouw bevat meerdere kapellen, de meeste in barokstijl. De meest opvallende kapel is de 18-eeuwse kapel van Johannes de Doper, welke is gebouwd in Rome en later gedemonteerd, verscheept en gereconstrueerd in São Roque.